# Богота
Вижте пояснителната страница за други значения на Богота.
Богота̀ (на испански: Bogotá, [boɣoˈta]) е столицата на Колумбия. В административно отношение образува самостоятелен столичен окръг, като в същото време е административен център на съседния департамент Кундинамарка. Богота е най-големият град в страната с население 7,4 милиона души (2010), а заедно с целия метрополен регион около града – почти 11 милиона души.
От север на юг градът се простира на 40 km, а от изток на запад на 20 km. По своята площ Богота е най-големият град в Колумбия и един от най-големите в Латинска Америка. Градът е един от 30-те най-големи в света и е третата по надморска височина (2625 m) столица в Южна Америка след Кито и Ла Пас. Поставен е на 54-то място в Индекса на глобалните градове за 2010 година, а Мрежата за изследване на глобализацията и световните градове го класифицира като глобален град от категория Бета+.
Градът е основан на 6 август 1538 година. В града има много университети и библиотеки, поради което понякога го наричат „Атина на Южна Америка“. През 2007 година Богота е обявена от ЮНЕСКО за Световна столица на книгата.

## История

### Предколониален период
Първите заселници в региона на днешния град са индиански групи, навлезли в региона от Централна Америка. При пристигането на европейците през XVI век областта е населена от етническата група чибча, която наброява около половин милион души. Те обитават платата с умерен климат между платото Парамо де Сумапас на югозапад и Кукуи на североизток.
В началото на XVI век чибча са обединени в две големи федерации, оглавявани от вождове. Югозападната част на областта е владение на вожда Сипа, чието седалище е в Баката, днешната Богота. Чибча имат земеделска икономика, обхващаща мрежа от разпръснати селища, но не изграждат големи градове

### Колониален период
На 6 април 1536 година губернаторът и аделантадо на провинция Санта Марта Педро Ернанес де Луго изпраща заместника си, конкистадора Гонсало де Кесада, с отряд от 500 души нагоре по течението на Рио Гранде. Експедицията се разделя на две групи – едната, ръководена от Кесада, тръгва по суша, а другата, начело с Диего де Урбино, се изкачва по реката с четири бригантини.
Хименес де Кесада се отправя по търговския път, по който индианците превозват сол, служеща като разменно средство, от карибското крайбрежие навътре в континента. Той достига до плодородното плато Кундинамарка сред девет месеца. В похода са загубени два брига, един от които – заедно с хората. Самата долина, в която днес се намира Богота, първо е открита от отправените на разузнаване 25 души, начело с капитаните Антонио де Лебриха и Хуан де Сеспедес. По това време заради схватките с индианските племена и болести в отряда са останали около 170 души, за които обаче не представлява проблем да покорят населяващите този район чибча. За името на града и индианските постройки в него в испанските документи първо се споменава в доклада на кралските чиновници Хуан де Сан Мартин и Антонио де Лебриха, взели лично участие в похода на Хименес де Кесада.
Кесада решава да създаде укрепен пункт за бъдещото усвояване на областта и през 1538 г. на мястото на селището на Чибча, наречено Баката, е основан испанският град Богота. При основаването градът получава названието „Санта Фе де Богота“, но с времето започва да се използва по-кратката форма „Богота“. „Санта Фе“ е испанското име на християнския празник Преображение Господне (6 август), когато официално е създаден градът.
През 1553 г. централният градски площад е преместен на днешното си място и започва строителството на катедрална църква, която до 1585 г. остава единствена в града. През 1573 г. архиепископ Луис Сапата де Карденас обявява света Исабела за закрилница на града, поради това, че носи със себе си главата (като свещена реликва) на унгарската кралица Изабела, подарена му в Мадрид от австрийската кралица Анна (последната жена на Филип II). Реликвата е поставена в сребърно сандъче в катедралата, а за ден за почитане на светицата е определен 19 ноември.
От 1598 г. Богота е столица на разрастващото се испанско генерал-капитанство Нова Гранада, което от 1739 г. е вицекралство. От края на 16 век населението, съставено от европейци, метиси, индианци и африкански роби, започва постепенно да нараства. Според преброяването от 1789 г. градът има 18 161 жители, а през 1819 г. те вече са около 30 хиляди.
В края на 18 век под влиянието на Просвещението и Френската революция в Колумбия, както и в останалите страни от Латинска Америка, започва да се говори за самоуправление и независимост на колониите. Тласък на движението за независимост дава френската окупация на Испания по време на Наполеоновите войни. Креолският елит на Нова Гранада заявява верността си към законния испански крал Фердинанд VII и на 20 юли 1810 г. провъзгласява самоуправлението на страната до възстановяването на властта му. В чест на тези събития 20 юли се отбелязва като Ден на независимостта на Колумбия. Завърналият се на власт през 1814 г. Фердинанд предприема опит да възстанови абсолютното си управление над Нова Гранада, но среща силна съпротива и испанската власт е възстановена само с намесата на многохилядна испанска армия

### Столица на независима Нова Гранада и Колумбия
Богота е освободена от испанците от армията на Симон Боливар едва през 1819 г., когато градът става столица на Велика Колумбия. През 1831 г., след отделянето на Венецуела и Еквадор, градът отново е столица на Нова Гранада, от 1863 г. преименувана на Съединени щати Колумбия, а от 1886 г. – просто на Колумбия.
През 1823 г. Обществената библиотека в Богота е значително разширена и модернизирана, основан е Националният музей. През 1867 г. в града е основан Централният университет, днес Национален университет на Колумбия. През 1884 г. е открита първата трамвайна линия с теглени от мулета трамваи. По-късно трамвайните линии са модернизирани и функционират до 1948 г., когато са заменени с автобусни.
До средата на 19 век независимостта на Колумбия не води до значителни обществени промени, в сравнение с колониалната епоха. След 1849 г. са проведени либерални реформи, включващи забрана на робството и въвеждане на свобода на вероизповеданията, печата и словото. Този период е свързан и с постоянна политическа нестабилност, довела до няколко граждански войни. Въпреки това населението на града бързо нараства, главно за сметка на имигранти от източните планински области, и през 1912 г. достига 117 хиляди души.

### Най-нова история
През 1948 г. в града е убит прогресивният колумбийски деец Хорхе Гаетан. Неговите идеи за пътя на преобразуване на колумбийското общество се ползват с голяма популярност сред най-бедните слоеве на населението, ето защо убийството на Гаетан довежда до масови вълнения в столицата. В Богота започва т.нар. „Боготасо“ – въоръжено въстание, насочено против консерваторите, което се разпространява и в други райони на страната. Безредиците са потушени от войската с поддръжката на танкови части. В резултат на боевете, разиграли се по улиците на Богота, загиват около 2000 души. Централната част на столицата е подложена на разрушение, много здания са запалени. Възстановяването на предишния облик на града отнема дълги години.
През втората половина на 20 век Богота е център на многобройни вътрешнополитически конфликти.

## География
Богота е разположена на 2640 m надморска височина в западната част на платото Боготска савана, част от географската област Кундибоясенско Алтиплано в Андите. Платото е пресечено от река Богота, която образува водопадите Текендама южно от града. Градът е построен на брега на малката река Рио Сан Франциско, като днес тя протича по тръби и е невъзможно да се види. Площта на града е 1775 км².
Боготска савана граничи на изток с планинската верига Източна Кордилера. Около самия град са разположени възвишения, ориентирани от север на юг, успоредни на планинските вериги Гуадалупе и Монсерате. На запад градът достига до река Богота, на юг – до планинсколивадната област Сумапас Парамо, а на север – до градовете Чия и Сопо.

### Климат
Богота има океански климат със силно планинско влияние (Cfb по Кьопен). Средната годишна температура е 14,5 °C, а максималните дневни температури варират между 6 до 19 °C в ясни дни и 10 до 18 °C при дъждовно време. През годината се редуват сухи и дъждовни сезони – най-сухите месеци са декември, януари, юли и август. Най-горещ е месец март със средна температура 19,7 °C. Най-хладни са нощите през януари, когато средномесечната минимална температура е 7,6 °C. Мъглите са много чести сутрин – наблюдават се през 220 дни в годината, а слънчевите дни са необичайни.
Макар че столицата на Колумбия се намира на практика на екватора, поради голямата си надморска височина, там не е топло. Средната температура на най-топлия месец е 15 градуса, а на най-студения – около 14 градуса, т.е. на практика всички месеци са почти еднакви. През деня температурата на въздуха е 19 – 22 °C, през нощта е 7 – 11 °C. Поради своето географско положение, градът е подлаган на земетресения.
Столицата на Колумбия е разположена в студен пояс, за който е характерен прехода от планински гори към безлесни алпийски ливади (парамо). По бреговете на реките растат бодливи храсти, ниски гори и треви. В района има са маймуни, пуми, ягуари, пекари, тапири, броненосци, таралежи, ленивци, опосуми, много видове змии и гущери. В реките има крокодили и костенурки.
| Климат на Богота                      | Климат на Богота | Климат на Богота | Климат на Богота | Климат на Богота | Климат на Богота | Климат на Богота | Климат на Богота | Климат на Богота | Климат на Богота | Климат на Богота | Климат на Богота | Климат на Богота | Климат на Богота |
| Месеци                                | яну.             | фев.             | март             | апр.             | май              | юни              | юли              | авг.             | сеп.             | окт.             | ное.             | дек.             | Годишно          |
| Абсолютни максимални температури (°C) | 25,0             | 25,8             | 25,0             | 25,0             | 25,4             | 25,0             | 23,4             | 23,6             | 23,3             | 24,4             | 24,0             | 24,6             | 25,8             |
| Средни максимални температури (°C)    | 19,8             | 19,6             | 19,6             | 19,3             | 19,2             | 18,8             | 18,3             | 18,6             | 19,0             | 19,1             | 19,2             | 19,5             | 19,2             |
| Средни температури (°C)               | 13,0             | 13,5             | 13,7             | 13,8             | 14,0             | 13,7             | 13,3             | 13,4             | 13,3             | 13,4             | 13,3             | 13,2             | 13,5             |
| Средни минимални температури (°C)     | 6,2              | 7,5              | 8,2              | 9,2              | 9,2              | 8,7              | 8,2              | 7,9              | 7,6              | 8,2              | 8,3              | 7,1              | 8,0              |
| Абсолютни минимални температури (°C)  | −5               | −6,4             | −5               | −1,1             | 0,7              | 0,0              | −1,1             | −2,2             | −0,2             | −1,1             | 0,0              | −4               | −6,4             |
| Средни месечни валежи (mm)            | 34               | 50               | 75               | 98               | 99               | 56               | 44               | 42               | 60               | 113              | 96               | 67               | 835              |
| ------------------------------------- | ---------------- | ---------------- | ---------------- | ---------------- | ---------------- | ---------------- | ---------------- | ---------------- | ---------------- | ---------------- | ---------------- | ---------------- | ---------------- |
| Източник: Погода и климат             |                  |                  |                  |                  |                  |                  |                  |                  |                  |                  |                  |                  |                  |

## Население
| година                                 | население |
| -------------------------------------- | --------- |
| 1775                                   | 16 233    |
| 1800                                   | 21 964    |
| 1832                                   | 28 341    |
| 1870                                   | 40 883    |
| 1912                                   | 121 257   |
| 1918                                   | 143 994   |
| 1928                                   | 235 702   |
| 1938                                   | 325 650   |
| 1951                                   | 715 250   |
| 1964                                   | 1 697 311 |
| 1973                                   | 2 855 065 |
| 1985                                   | 4 236 490 |
| 1993                                   | 5 484 244 |
| 1999                                   | 6 276 428 |
| 2005                                   | 7 185 889 |
| Източник: Biblioteca Luis Angel Arango |           |

Богота е най-големият и най-гъсто населен град в Колумбия. През 2010 година броят на населението е 7 332 788 души, с гъстота от около 3912 д/км2. 47,5% от населението на града са мъже, а 52,5% са жени.
Макар и 99,5% от домакинствата да имат достъп до електроенергия, 98,7% – до питейна вода и 87,9% – да използват телефон, то през 2005 година близо една трета (32,6%) от населението на града живее под прага на бедността.
Както в Богота, така и в останалата част на страната урбанизацията се дължи не само на индустриализацията, но и на сложни политически и социални проблеми – бедността и насилието, което поражда миграционни движения от селските райони към градовете през ХХ век.
Населението на града е предимно с метиски произход – смес между представители на американските индианци и европеидната раса. Главни представители на европеидната раса са испанци, италианци, французи, немци, като и емигранти от Близкия изток – предимно сирийци и ливанци. В сравнение с крайбрежните части на Колумбия, в Богота населението с африкански произход е сравнително малко.
По-голямата част от населението на града са католици. Съществуват и няколко протестантски храма, активно привличащи нови членове. През последните години възникват все повече конфликти между протестанти и католици.

## Икономика
Богота е най-големият икономически и индустриален център на страната (заедно с Меделин, Кали и Баранкиля) и един от най-важните икономически центрове на Южна Америка. За 2008 г. се нарежда на 4-то място сред финансовите центрове в цяла Южна Америка. Основните отрасли в икономиката на града са леката промишленост (21%), сделките с недвижими имоти (9%), финансовите услуги (8%), търговията (7%) и др. За 2006 г. в Богота е създаден 25% от БВП на Колумбия. Общият БВП на столицата е 86 млрд. долара, като на човек от населението средно се падат 10 000 долара и по този показател Богота се намира на 6-о място сред градовете на Южна Америка. Седалищата на повечето колумбийски компании са разположени в Богота.
Международното летище Ел Дорадо се намира на 15 км западно от града и е най-голямото в страната. Разполага с една от трите най-дълги писти в света и е на първо място в Южна Америка по брой на превозените товари и на трето място по брой на превозени пътници (над 9 милиона годишно).

## Спорт
Спортът, който предизвиква най-голям интерес в колумбийската столица, е футболът. Най-популярният клуб е Милионариос, печелил шампионата 13 пъти. Големият му градски съперник е Санта Фе, който е първият шампион на страната. Дербито между двата отбора е колумбийското класико и е най-оспорваният мач в страната.
Най-големият стадион в столицата е „Немесио Камачо Ел Кампин“, открит през 1938, който разполага с 48 600 седящи места. Тук е седалището на националния отбор по футбол на Колумбия, както и на Милионариос и Санта Фе. На Ел Кампин са се играли 23 срещи от Копа Либертадорес, както и финалът в същия турнир през 1989 г.
Друг много популярен спорт в Колумбия и Богота е колоезденето. Градът разполага с широка мрежа велоалеи (120 км), които освен като средство за транспорт служат и за практикуване на този спорт. Столицата винаги присъства и като етап от Обиколката на Колумбия.
Местният баскетболен отбор „Пиратите“ е трикратен шампион на Колумбия.

## Културно значение
Историческият център на Богота представлява мрежа от простиращи се по хълмовете тесни улички. В града са съхранени множество архитектурни паметници от периода 17 – 19 век. На главния площад, „Пласа Боливар“, се издига катедралата, чието строителство се извършва от 1572 до 1610 г. В началото на 19 век тя е преустроена в стил класицизъм. През 16 – 17 век в областта на архитектурата и изкуството в Колумбия преобладават форми от Късното Средновековие и Ренесанса. Освен декоративния стил платереско широко разпространени са маниеризмът и барокът, с присъщите им необичайни форми, изобилие от извити линии и изискана декорация. Тези черти намират най-ярък израз в сградата на църквата „Сан Игнасио“, чието строителство започва през 1577 г. Интериорът на църквата поразява с богатството на различните си декорации.
В средата на 17 век пищните форми на маниеризма и барока са заменени от тези на класицизма. Сградата на Конгреса в Богота е построена в класически гръцки стил. Приблизително по същото време е построен и Дворецът на правосъдието.
В периода 19 – 20 век в столицата на Колумбия са изградени такива големи съоръжения, бизнес и промишлени сгради като Капитолия (1847 – 1926), хотел „Текендама“ (1950 – 1953), фабриката „Кларк“ (1953), застроени са нови райони с широки улици – „Антонио Нариньо“ и „Кристиана“ (1967). На площад Пласа Боливар 1842 е издигнат паметник на Симон Боливар – първия президент на независима Колумбия.
В Богота са съсредоточени основните музеи на страната. Общо те са девет: Археологически музей, Музей на изкуствата и народните традиции, Музей на златото, Музей на развитието на града, Музей на изкуствата от колониалния период, Музей на религиозното изкуство, Национален музей, Музей на съвременното изкуство и Дом-музей на Симон Боли́вар. Музеят на златото в Богота е единственият в света музей, в който са събрани уникални произведения на изкуството от доколумбовата епоха, изготвени от ръцете на индиански майстори. Освен това има и музей, подарен на града от известния колумбийски художник и скулптор Фернандо Ботеро, в който се помещава колекция от картини и скулптури, принадлежащи на художника, както и личната му колекция от картини на европейски художници – представители на импресионизма, кубизма и други области на изкуството.
Богота се отличава с богат културен живот. Тук се намират Колумбийската академия, Националният университет на Колумбия (открит през 1867 г.), както и други висши учебни заведения. През 1910 г. е основана Националната консерватория, а през 1936 г. – Националният симфоничен оркестър. През 1791 г. в Богота започва да излиза първият в Колумбия ежеседмичник. След 20 години в столицата се печатат вече четири вестника. Това е последвано от бурното развитие на пресата през целия 19 век. През 1954 г. е създадена Националната организация на радиото и телевизията. Работи Националната информационна агенция „Колпренса“. Има голям брой театри и художествени галерии. Ибероамериканският театрален фестивал се провежда в Богота на всеки 2 години през април, като днес е смятан за най-големия театрален фестивал в света.
В града има ботаническа градина, в която се намират много видове екзотични растения. Най-важните ежегодни спектакли в столицата са борбите с бикове, които събират от 100 000 до 150 000 души. Съвременна Богота е град на паркове, офис сгради и търговски центрове.

## Личности, родени в Богота
- Дана Гарсия (р.1978), колумбийска киноактриса
- Хуан Пабло Вега (р.1985) колумбийски музикант и продуцент
- Хуан Пабло Монтоя (р.1975), колумбийски автомобилен пилот
- Паола Рей (р.1979), колумбийска киноактриса
- Катрин Сиачоке (р.1972), колумбийска киноактриса
- Алфонсо Кано (р.1948), колумбийски революционер и терорист
- Сантяго Гамбоа (р. 1965), колумбийски писател
- Рикардо Араухо (р. 1978), колумбийски музикант и композитор

## Побратимени градове
- Бейрут, Ливан
- Бразилия, Бразилия
- Буенос Айрес, Аржентина
- Дамаск, Сирия
- Гуаякил, Еквадор
- Каракас, Венецуела
- Кито, Еквадор
- Ла Пас, Боливия
- Лахор, Пакистан
- Лима, Перу
- Лондон, Великобритания
- Лос Анджелис, САЩ
- Мадрид, Испания
- Мексико, Мексико
- Милано, Италия
- Нави Мумбай, Индия
- Санто Доминго, Доминиканска република
- Сантяго де Чили, Чили
- Сеул, Южна Корея
- Торино, Италия
- Хавана, Куба
- Чикаго, САЩ от 2009 г.
- Шанхай, Китай